# Vilavilani
Vilavilani es un sitio arqueológico de artes rupestres en el departamento de Tacna, Perú. Se encontró en 23 cuevas alrededor de 257 pinturas. En las figuras puede identificarse tres temáticas: geométricas, antropomórficas y zoomórficas. En las pinturas predominan las escenas de caza de camélidos. Posiblemente las pinturas utilizadas contenían óxidos de hierro con grasa y/o agua, que generan colores como el negro, rojo, amarillo, verde, marrón, naranja y blanco.
Las pinturas están datadas de 7.000 años a. C.* [cita requerida]

## Ubicación
Se encuentra en el interior de la cuevas de las quebradas de Vilavilani en el distrito de Palca, provincia de Tacna. Para acceder al lugar toma tres horas de caminata. Están a una altitud de 3.500 m s. n. m.